# بين فاين
بين فاين (بالإنجليزية: Ben Fine)‏ هو اقتصادي بريطاني، ولد في 1948.